# Le père Noël est une ordure (pièce de théâtre)
Pour l'adaptation cinématographique, voir Le père Noël est une ordure (film).
Le père Noël est une ordure est une pièce de théâtre française créée en 1979 par la troupe du Splendid. Cette comédie sarcastique est adaptée au cinéma en 1982 avec le film du même nom. Le sujet traite avec ironie et provocation, d'une soirée se déroulant dans un centre d'écoute bienveillante situé dans un appartement de Paris, destiné aux personnes en détresse psychologique ou souffrant de la solitude. 
Il met en scène différents personnages caricaturaux parmi lesquels les répondants membres de l'association, un couple de quasi sans domicile fixe dont l'un est costumé en père noël, un voisin étranger venu d'un pays imaginaire de l'Europe de l'Est et un homme travesti, souffrant de solitude et de discrimination. La pièce s'inspire de comédies italiennes des années 1970 comme notamment les films Affreux, sales et méchants d'Ettore Scola ou certaines séquences du film Les Nouveaux monstres signées Dino Risi. 

## Synopsis
Le soir du réveillon de Noël, à la permanence téléphonique parisienne de l'association SOS Détresse Amitié, des bénévoles sont perturbés par l'arrivée de personnages marginaux et farfelus, qui provoquent des catastrophes en chaîne.
Au fil de la soirée, Pierre Mortez et Thérèse, les permanents de SOS Détresse Amitié ce soir-là, reçoivent tour à tour la visite de leur voisin yougoslave, M. Preskovitch, qui leur présente des spécialités gastronomiques de son pays — toutes aussi infectes les unes que les autres —, de Katia, un travesti homosexuel désespéré, de Josette (dite « Zézette »), la « petite protégée » de Thérèse, ainsi que de Félix, le fiancé miteux de Josette (violent envers Josette et voleur invétéré) déguisé en père Noël, sans oublier les coups de fil récurrents de l'obsédé au téléphone.
La pièce se termine dans une succession de séquences sanglantes du genre Grand-Guignol et la destruction de l'immeuble en raison du suicide au gaz de Monsieur Preskovitch.

## Équipe technique
- Textes : Josiane Balasko, Gérard Jugnot, Anémone, Thierry Lhermitte, Christian Clavier, Marie-Anne Chazel et Bruno Moynot.
- Décors : Dominique Durand et Noëlle Galland.

## Distribution
- Anémone : Thérèse
- Thierry Lhermitte : Pierre Mortez
- Marie-Anne Chazel : Josette dite Zézette
- Gérard Jugnot : Félix / le suicidé de la cabine téléphonique[a]
- Christian Clavier : Jean-Jacques alias Katia
- Bruno Moynot : monsieur Preskovitch
- Jacques Delaporte : l'obsédé sexuel au téléphone
- Roland Giraud : Le narrateur

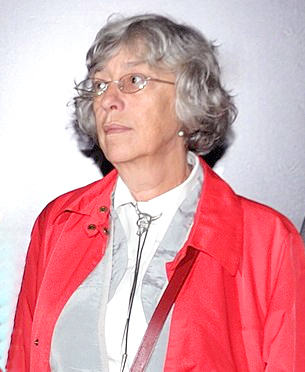
Anémone en 2009 (Thérèse).
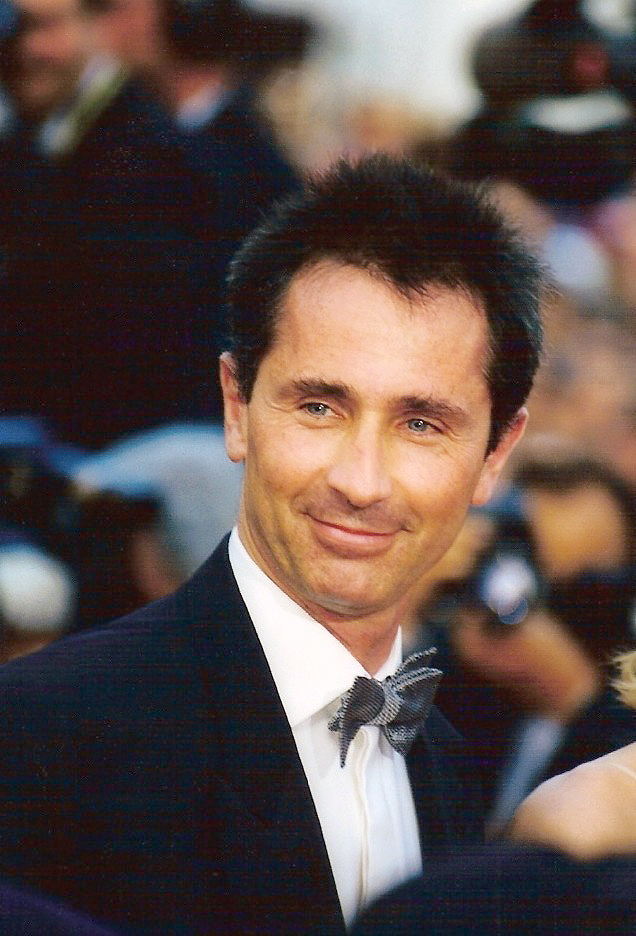
Thierry Lhermitte en 1998 (Pierre).
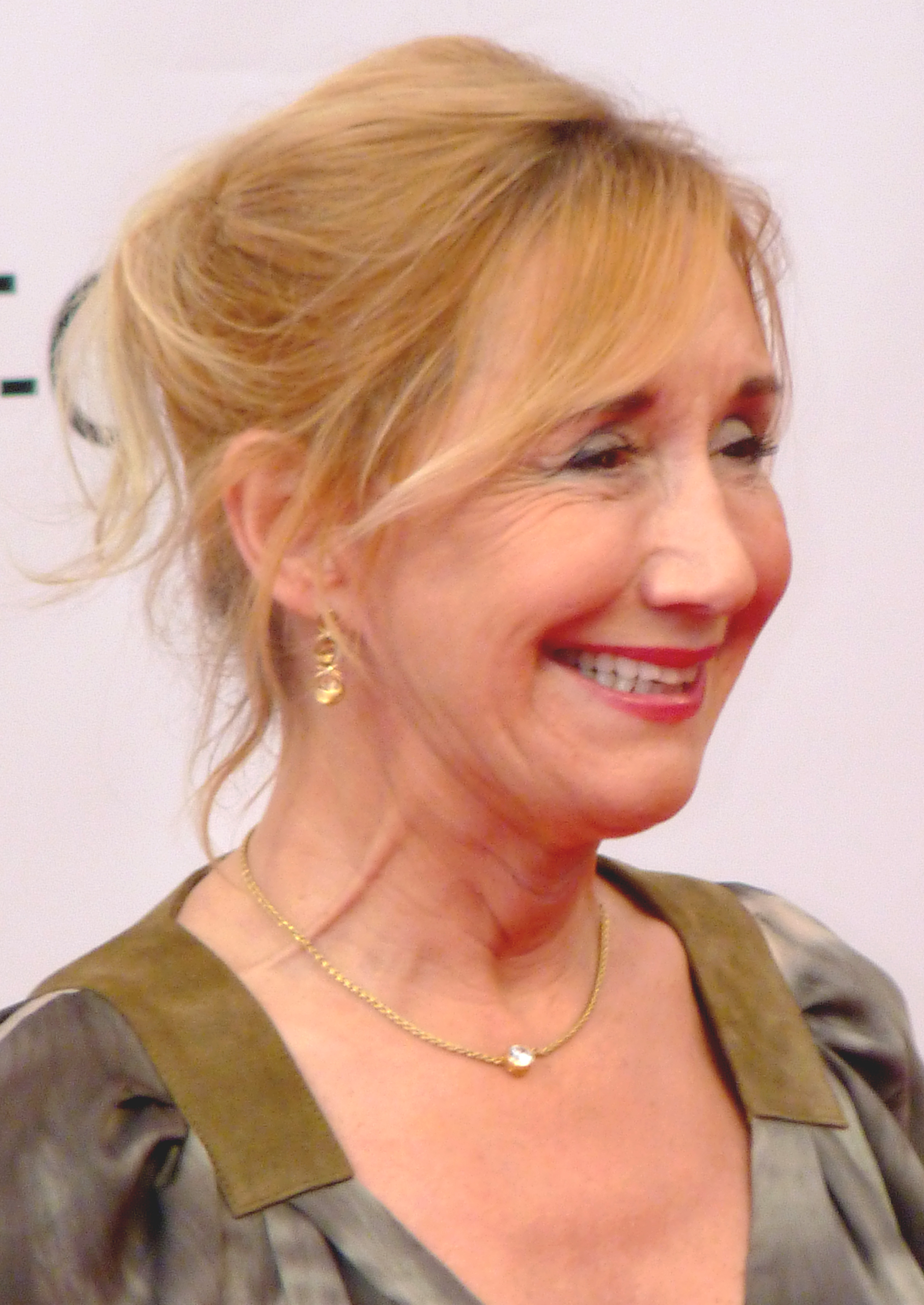
Marie-Anne Chazel en 2012 (Josette).
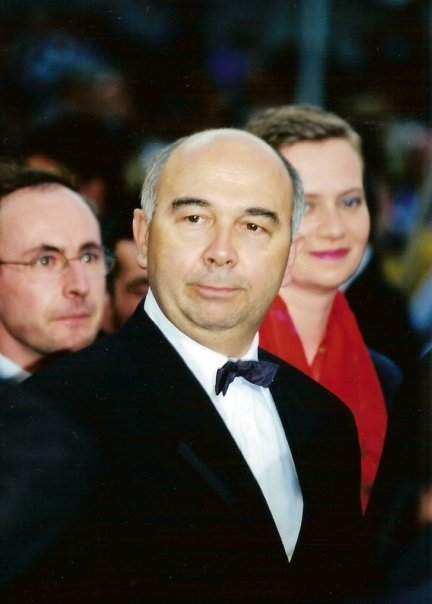
Gérard Jugnot en 1997 (Félix).
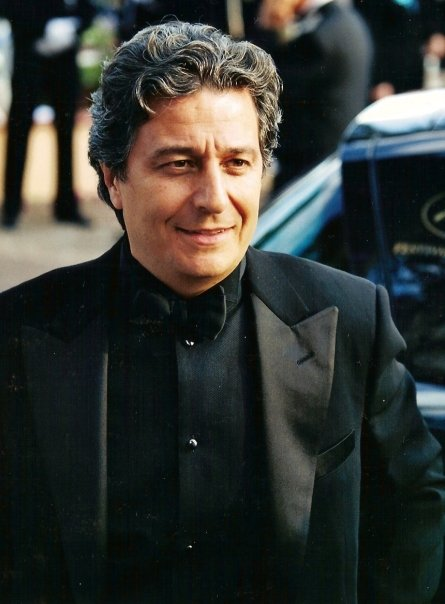
Christian Clavier en 2003 (Katia).

## Personnages
Note : dans l'adaptation filmée de la pièce en 1982, certains personnages sont quelque peu remaniés.

### Personnages principaux
- Pierre Mortez, le bénévole maladroit et hypocrite de SOS Détresse Amitié. Il peint pour Thérèse un grand tableau la représentant nue, dansant avec un porc. Il est marié et père de famille. Il emploie souvent l'expression maniérée « C'est cela, oui. »
- Thérèse, la bénévole un peu coincée, titulaire de son diplôme d'assistante sociale. Son hobby est le tricot : elle tricote des gants à trois doigts pour « [ses] petits lépreux de Jakarta » et un affreux gilet, d'abord pris pour une serpillière par Pierre. Thérèse est très sensible. Elle aura une relation avec Félix (dans le film, ce sera avec Pierre Mortez).
- Josette, dite « Zézette », la compagne de Félix. Une femme enceinte, simple d'esprit. Elle se promène avec un caddie rempli de bibelots. Elle est affublée d'un cheveu sur la langue et parle d'une voix suraiguë. Elle est la cousine de Thérèse. Elle vit avec Félix dans une décharge.
- Félix, le compagnon de Josette, déguisé en père Noël. Il est mythomane et violent envers Josette.
- Jean-Jacques, le travesti, qui se fait appeler Katia. Dépressif, il est (dans la pièce) l'ancien mari de Thérèse.
- M. Preskovitch, voisin bulgare, généreux, doté d'un fort accent et d'un sourcils épais. Il offre avec attention à Thérèse et Pierre ses spécialités culinaires immangeables : les spotsi d'Osieck (des sortes de truffes au chocolat), puis de la schlovetni, une liqueur des montagnes à base d'échalote et dont la bouteille contient un crapaud. Très envahissant, il n'est pas très apprécié par Thérèse et Pierre. Dépressif lui aussi, il finit (dans la pièce) par faire sauter l'immeuble au gaz après s'être fait rembarrer par Pierre, lui téléphonant à SOS Détresse Amitié pour le lui dire.

### Personnages secondaires
- Le suicidé de la cabine téléphonique, le pistolet sur la tempe et Thérèse au bout du fil ; celle-ci ne l'entend pas bien et lui dit : « Appuyez sur le bouton ! ». Il appuie sur la détente.
- L'obsédé du téléphone, qu'on ne voit jamais, mais il passe son temps à insulter les répondantes au téléphone (Thérèse ou Zézette).
- La femme de Pierre : elle téléphone à son mari en cachant son identité et finit par lui faire comprendre qu'elle est au courant de ses escapades extraconjugales.

## Genèse

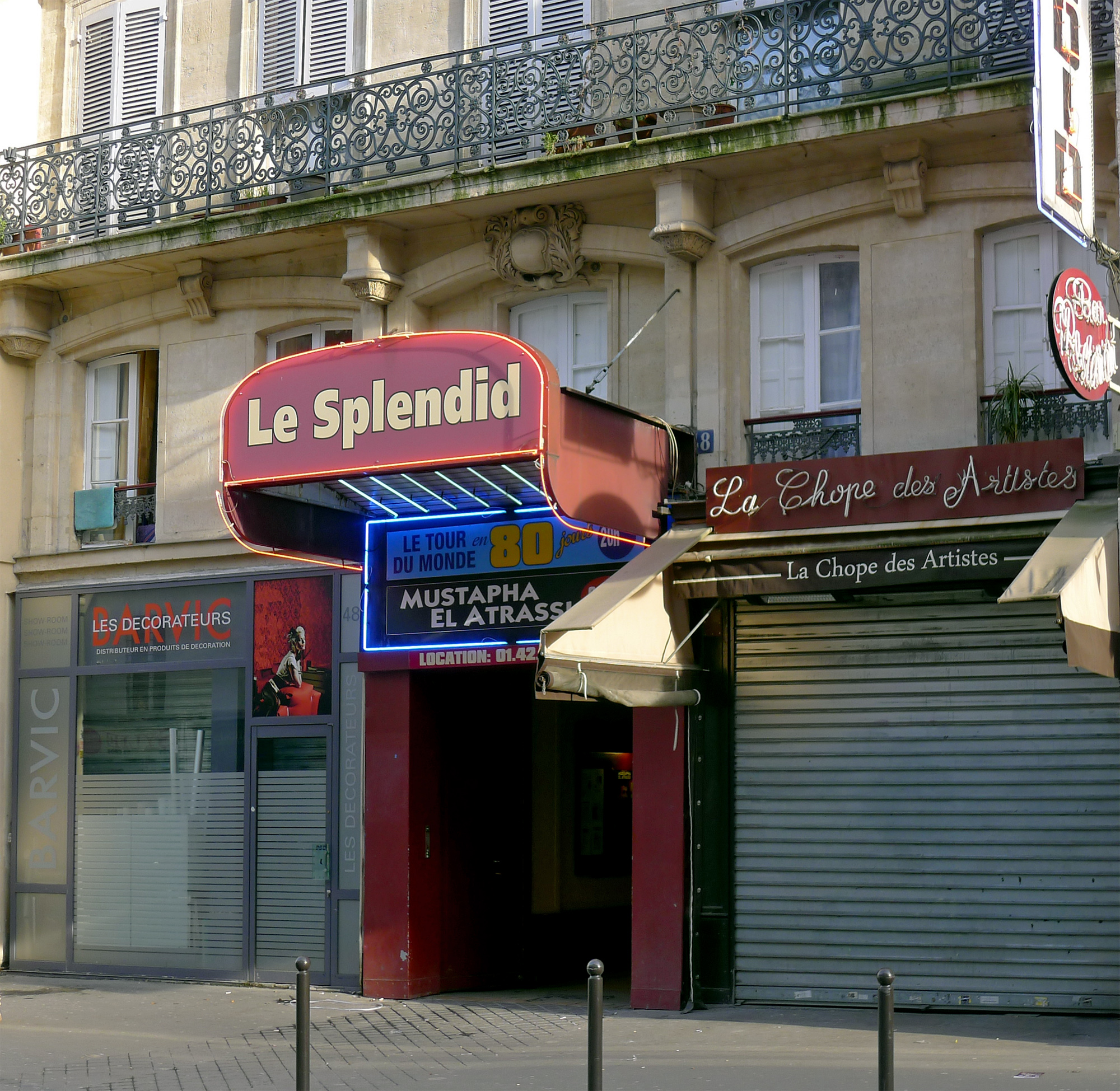
Le Théâtre du Splendid voit naître la pièce en 1979.

En 1979, après la sortie au cinéma des Bronzés, la troupe du Splendid s’attelle à l'écriture d'une nouvelle pièce.
Toutefois, l'osmose des débuts n'est plus au rendez-vous. Michel Blanc décide de quitter la troupe et développer sa carrière en solo; la pièce est achevée par la contribution de Gérard Jugnot et de Thierry Lhermitte. Ce dernier a eu l'idée initiale de la pièce mais il l'a conçue avec des personnages moins caricaturaux et plutôt bons, très humains. Josiane Balasko confesse que le film Affreux, sales et méchants (1976) d'Ettore Scola est une révélation pour eux à l'époque et qu'il est dès lors possible de se moquer des pauvres. Gérard Jugnot explique pour sa part que les comédies italiennes ont eu une influence, car « elles mélangeaient avec bonheur un réalisme social un peu trash, et la folie des caricatures très commedia dell'arte ».
Finalement, Josiane Balasko a l'idée de situer l'action durant les fêtes de Noël car c'est à cette époque de l'année que les gens sont censés être le plus heureux et généreux. L'actrice imagine également de mettre en scène une association contre la détresse. La troupe se renseigne auprès d'une véritable association, afin de préciser ses activités et ses méthodes.
L'idée initiale pour le titre est Le Père Noël s'est tiré une balle dans le cul.
L'écriture de la pièce s'étale sur trois mois. Thierry Lhermitte déclare : « On s'est appliqué à ce qu'il n'y ait pas de phrases normales. » Un nouveau problème se pose : concilier les emplois du temps de chacun. Finalement, la pièce monte sans Josiane Balasko et sans Michel Blanc.
La première représentation de la pièce se tient le 17 octobre 1979, soit un mois avant la sortie au cinéma des Bronzés font du ski. Malgré les inquiétudes de la troupe estimant l'humour « trop spécial », le grand public est immédiatement séduit. Le succès est tel, que le Splendid doit déménager dans une salle plus grande à la Gaité-Montparnasse, où ses membres vont enchaîner près de 200 représentations, avant de partir en tournée dans toute la France.

## Création des personnages

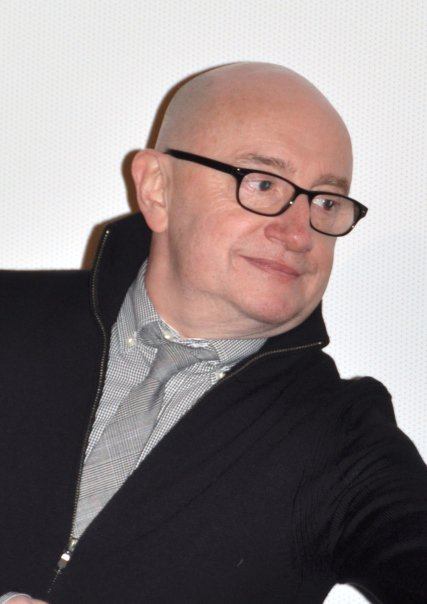
Michel Blanc fait partie de la troupe du Splendid quand l'écriture de la pièce commence. Cependant, il quitte la troupe au bout de plusieurs semaines mais il apparaît lors de quelques représentations pour incarner le personnage de Félix.

Comme elle l'a fait pour Les Bronzés, la troupe du Splendid offre une galerie de personnages différents, entiers, tendres et touchants. « On créait nos personnages sans méchanceté. Aujourd'hui, l'humour est plus méchant, on ne laisse pas de porte de sortie aux personnages ».
À l'origine, le rôle de Thérèse est écrit pour Josiane Balasko. L'actrice étant peu disponible au moment de monter la pièce notamment en raison de ses activités cinématographiques, le personnage est finalement incarné par Anémone.
Thierry Lhermitte invente le personnage de Josette, s'inspirant d'une SDF qui vit dans son quartier et qui amasse des bouteilles vides dans un caddie, pour les revendre à un marchand de vin. Cependant, Marie-Anne Chazel exprime l'idée du chuintement de son personnage : « J'ai eu l'idée des dents parce que je n'arrivais pas à la faire parler comme je voulais, car je voulais qu'elle ait un phrasé très rapide et un peu bizarre. Je suis allée voir mon dentiste et je lui ai demandé de trouver un moyen de chuinter. Et à partir du moment où j'ai mis cet appareil, pendant les répétitions, le personnage est arrivé ! Parce que j'étais comme protégée par un masque, ça n'était pas vraiment moi. » Son manteau orange est récupéré dans une poubelle. L'idée de la cagoule, également reprise dans le film, est apportée par Josiane Balasko, lorsqu'elle a incarné ce personnage au théâtre, pendant un mois. Sur scène, Marie-Anne Chazel est provisoirement remplacée par Tonie Marshall et par Josiane Balasko.
Le travesti Katia doit initialement être joué par Gérard Jugnot mais le comédien ne veut pas raser sa moustache. Roland Giraud est ainsi le premier à endosser le rôle, finalement repris et immortalisé par Christian Clavier. D'après Marie-Anne Chazel, « avec [Roland Giraud], il y avait un côté purement burlesque, farce, alors qu'avec Christian, c'était plus tragique ».
Félix, « père Noël » qui donne son nom à la pièce, est interprété par Gérard Jugnot. Toutefois, il est remplacé sur scène pendant quinze jours, par Michel Blanc. Ce dernier n'en garde pas un bon souvenir : « Quand il entrait sur scène avec son revolver à la main, Gérard faisait pleurer de rire. Moi, je glaçais la salle… ».

## Autour de la pièce

### Droits d'auteurs d'Anémone

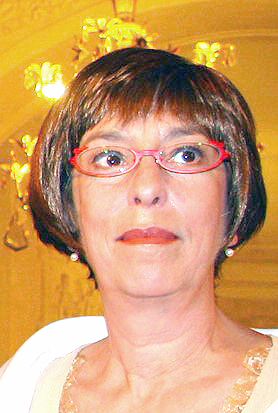
Anémone en 2005.

En 1982, une société anonyme est constituée, spécialement créée par une partie des acteurs du Splendid notamment pour en gérer les droits mais ils n'avertissent pas les autres comédiens, dont Anémone. Après la sortie du film, constatant qu'elle est privée des droits d'auteurs des éditions vidéo, des télédiffusions de la pièce et ceux du film, Anémone prend ses distances avec la troupe du Splendid qui reprend pourtant une part significative de sa création originale, depuis la pièce de 1979 ; elle ne va toucher ni droits, ni rétributions, que ce soit pour la pièce de théâtre ou pour le film sorti en 1982, lesquels contiennent pourtant les fameuses répliques qu'elle a créées.

### «C'est cela, oui»
Le gimmick « C'est cela, oui », exprimé par Pierre Mortez, est la phrase fétiche du premier agent du Splendid, Georges Lambert,. Thierry Lhermitte se souvient[réf. souhaitée] : 

« On ne pouvait pas savoir ce que ça voulait dire, parce que c'est une réponse qu'il faisait également à des questions très précises, du genre : "– Est-ce que je tourne demain ? – C'est cela, oui !" »

### Les pâtisseries de Monsieur Preskovic
Les fameuses pâtisseries immangeables de Monsieur Preskovic (Bruno Moynot), utilisées à la fois dans la pièce, que pour le film Le père Noël est une ordure, sont une création de Josiane Balasko ayant voyagé à Osijek en Croatie, ville de naissance de son père. Lors de son séjour, l’actrice se régale de quelques spécialités locales, ce qui lui donne l'inspiration des « spotsis d'Osijek » pour la pièce et des « doubitchous de Sofia » pour le film, ainsi que le « kloug aux marrons »,.

### La toile peinte utilisé pour la pièce
Le tableau illustrant Thérèse avec un porc présenté dans la pièce est significativement différent de celui utilisé pour le film. Deux artistes distincts ont peint ces toiles : Bernard de Desnoyers et Christoff Debusschere,.
Depuis, le tableau utilisé pour la pièce (signé par Bernard Desnoyers) est désormais la propriété de l'acteur Jean-Claude Dreyfus,.
Le tableau exposé dans le film, quant à lui, est conservé par son auteur Christoff Debusschere,.

## Publication
En 2012, une version de la pièce est publiée aux éditions Pocket. Le livre poche de 101 pages délivre une version presque fidèle de la pièce originale. Toutefois, certaines modifications textuelles ont été ajoutées. Le livre est également illustré par Nathalie Jomard rend cette publication significativement originale.

## Exposition

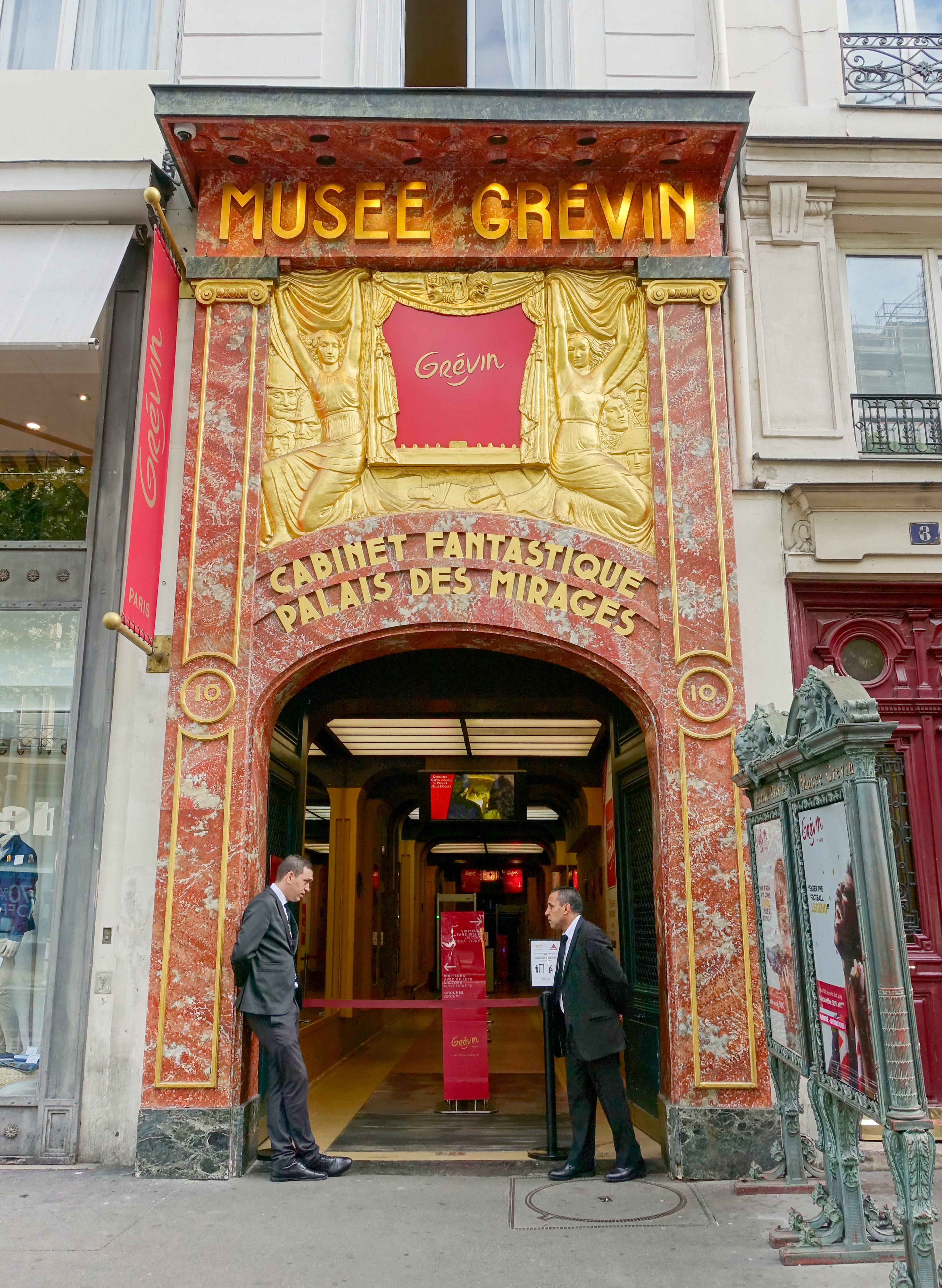
En 2016, la pièce fait son entrée au musée Grévin.

En 2016, Le père Noël est une ordure fait son entrée au musée Grévin, l'institution présentant depuis lors, une scène en cire de la pièce. Ainsi, les visiteurs peuvent observer une scène où on redécouvre le bureau de Détresse amitié et les différents personnages de la pièce,.

## À l'étranger
En 2006, la pièce est adaptée pour le théâtre en Russie, sous le titre Дед Мороз — мерзавец, mise en scène par Sergueï Aldonine avec Alexandre Oustiougov dans le rôle de Katia, puis du même metteur en scène, au théâtre de l'Atelier de Moscou en 2007-2008, avec Maxime Averine, Constantin Bogdanov, etc.. Elle est également jouée à Saint-Pétersbourg en 2007, au palais de la Culture de Vyborg.

## Captation pour la télévision
Le 14 janvier 1985, une captation de la pièce est réalisée pour la télévision par Philippe Galland au Théâtre de la Gaîté-Montparnasse. L'acteur Roland Giraud fait une apparition au début de la pièce, pour présenter l'intrigue.